# Trevor Gadd
Trevor John Gadd (Wolverhampton, 16 de abril de 1952) é um ex-ciclista britânico. Representou o Reino Unido na prova de velocidade nos Jogos Olímpicos de 1976, em Montreal.